# Balige III
Balige III is een bestuurslaag in het regentschap Toba Samosir van de provincie Noord-Sumatra, Indonesië. Balige III telt 2221 inwoners (volkstelling 2010).